# GaInSn

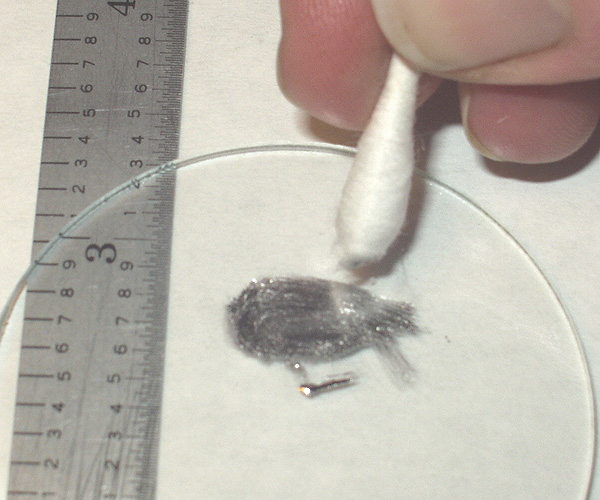
GaInSn på ett stycke glas

GaInSn betecknar en metallegering mellan gallium, indium och tenn. Vid sin eutektiska sammansättning har legeringen den tämligen unika egenskapen att vara flytande vid rumstemperatur och ned till ca 10 °C. Används huvudsakligen för forskningsändamål, till exempel inom magnetohydrodynamik, modellering av gjutprocesser.